# Hacienda Humaya

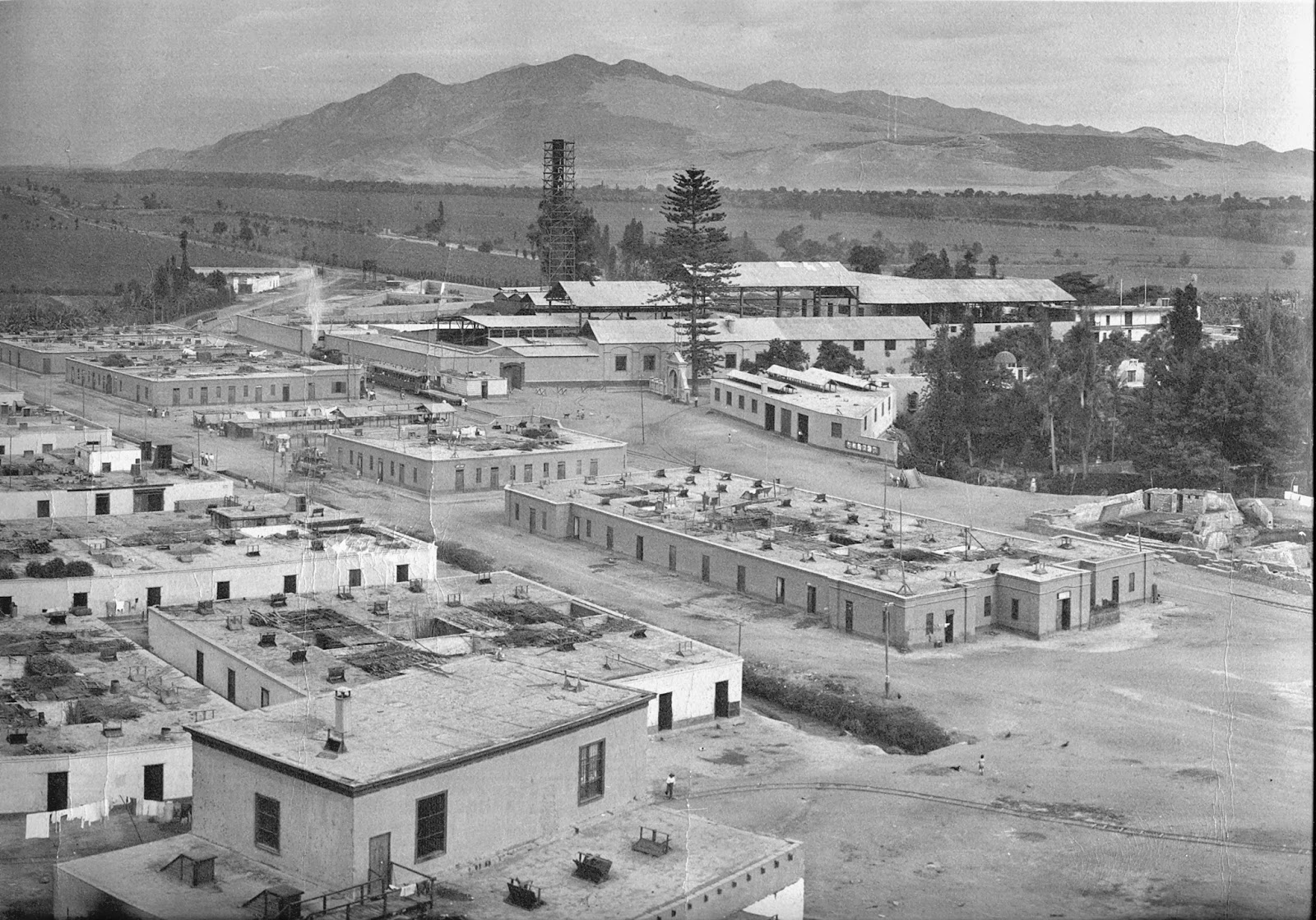
Schmalspurbahn vor der Zuckerfabrik der Hacienda Humaya, im Vordergrund Feldbahngleise

Die Hacienda Humaya betrieb Zuckerrohrplantagen, eine Zuckerfabrik und eine Feldbahn im Tal des Río-Huaura etwa 20 km östlich von Huacho und Huaura in der Provinz Huaura im zentralen Westen von Peru.

## Geschichte
Im September  1781 berichtete der Botaniker Hipólito Ruiz (1754–1816) nach einem Besuch der Hacienda Humaya, dass diese zu dieser Zeit das Eigentum der Söhne von Don Juan Antonio Blanco gewesen sei. Die Hacienda war auch Eigentum der Padres der Compania. Das Zuckerrohr wurde Tag und Nacht mit vier, manchmal und manchmal sechs Ochsengespannen gemahlen, und jeden Tag werden 30 bis 40 Zuckerhüte hergestellt, die qualitativ besser waren als die der benachbarten Haciendas. Die Hacienda hätte etwa 150 afrikanische Arbeiter mehr gebraucht als sie hat als sie hatte, damit die Arbeit in den Mühlen nicht immer wieder unterbrochen worden wäre, wie es häufig aus Mangel an Arbeitern und deren Erkrankung geschah. Wegen der großen Feuchtigkeit und der übermäßigen Hitze starben viele Arbeiter, andere wurden für immer verkrüppelt und konnten nicht einmal die einfachsten manuellen Arbeiten verrichten.

## Klima
Humaya liegt auf einer Höhe von 226 m über dem Meeresspiegel. Die Temperatur schwankte 2018 zwischen 14 °C im Winter und 24 °C im Sommer. Die ungefähre durchschnittliche Niederschlagsmenge lag bei 38 mm pro Jahr. Das Land wird durch aufgrund der Schwerkraftbewässerung mit Wasser des Huaura-Flusses bewässert.

## Lokale Zuckerrohrsorten
Die um 1935 in der Hacienda Humaya versuchsweise angepflanzten Zuckerrohrsorten trugen folgende Namen:
- Rose Bamboo: einer der Namen der Sorte Cristalina in der Hacienda Humaya (V. Medina) Rose Bamboo ist der Name der Sorte Lighted Preanger auf den Inseln von Hawaii gegeben wurde.
- Striped Bamboo: Name für die Sorte Rayada (Striped Preanger) in der Hacienda Humaya (V. Medina).
- B. A.: Eine Variante von Cristalina (Light Preanger, J. Carreras) in der Hacienda Humaya (V. Medina)
- Lahaina: Eine Variante von Cristalina (Light Preanger, J. Carreras) in der Hacienda Humaya (V. Medina)
- Port Mackay: Name, der der Sorte T. 77 in der Hacienda Humaya gegeben wurde (F. A. López Domínguez)

## Bahntransport

### Feldbahn
Der Río Huaura ist trotz seiner großen Breite aufgrund seiner geringen Tiefe nicht schiffbar. Daher musste beim Bau der Zuckerfabrik der Dampfkessel mit der Bahn angeliefert werden. Die Hacienda Humaya errichtete dazu 1881, während des Salpeterkriegs, eine Feldbahn mit einer Spurweite von 600 mm. Sie war für den Werksverkehr bestimmt und verband die Zuckerfabrik mit den Zuckerrohr-Plantagen und der Bahnstation an der Ferrocarril del Noroeste. Die Bahn wurde mit zwei Dampflokomotiven betrieben, die Humaya (Decauville N° 6/1881, B n2t, 600 mm, 5 t Leergewicht) und Julia (Baldwin N° 25560/1905, B n2t, 600 mm) genannt wurden.

### Schmalspurbahn
In Humaya gab es einen Bahnhof an der Bahnstrecke Ancón–Sayan des 212 km langen Schmalspurbahn-Netzwerks der Ferrocarril del Noroeste mit einer Spurweite von 914 mm (3 Fuß). Die Schmalspurbahn hatte in Ancón Anschluss an die Ferrocarril Central Andino von und nach Lima.

## Asiatische Einwanderer und ihre Nachkommen
Im Jahr 1849 kamen 200 Chinesen nach Humaya, die von der Hazienda angeheuert wurden, um im Zuckerrohranbau zu arbeiten. Wie in 25 weiteren peruanischen Haziendas gab es in Hacienda Humaya außerdem japanische Einwanderer, die um 1899–1923 immigriert waren, um auf den Zuckerrohrplantagen zu arbeiten. Während dieser Prozess ausführlich dokumentiert wurde, gibt es fast keine Studien, die sich auf die daraus resultierende materielle Kultur konzentrieren. Japanische und amerikanische Archäologen erforschen daher die archäologischen Zeugnisse der japanischen Diaspora und des Nikkei-Phänomens in Peru, um deren Komplexität zu beleuchten und um die materiellen Ausdrucksformen dieser Migrantenpopulationen neu zu überdenken.

## Heutige sozialwirtschaftliche Auswirkungen des Zuckerrohranbaus
Im Laufe des Jahres 2018 beantworteten 62 der 165 Zuckerrohrbauern in der Ortschaft Humaya eine Umfrage, in der Informationen zu sozialen, wirtschaftlichen und ökologischen Aspekten gesammelt wurden. Die Ergebnisse zeigten, dass die meisten Zuckerrohrbauern zwar einen Sekundarschulabschluss hatten und infrastrukturelle Dienstleistungen wie die Strom- und Wasserversorgung nutzten, aber keine weitere Berufsausbildung erhalten hatten und mit ihrer Arbeit nicht sehr zufrieden waren. Sie bewirtschafteten in der Regel 1 bis 5 Hektar, mit hohen Produktionskosten und Erträgen, die dem landesweite Durchschnitt entsprachen. Die meisten verwendeten gefährliche Pestizide und hatten ein geringes Umweltbewusstsein. Schlussfolgerungen: Das System ist konventionell und wird im Rahmen des Parzellensystems mit einer schlechten technischen Bewirtschaftung der Kulturen und ohne Umweltbewusstsein betrieben. Sie wendeten im Rahmen des Parzellensystems einen konventionellen Anbau mit einer unzureichender technischer Bewirtschaftung der Zuckerrohrplantagen und ohne Nachhaltigkeit an.